# Conțești, Argeș
Conțești este un sat în comuna Davidești din județul Argeș, Muntenia, România.